# Kei Kumai
Kei Kumai (熊井啓?, Kumai Kei; Azumino, 1º giugno 1930 – 23 maggio 2007) è stato un regista giapponese.

## Biografia
Vincitore del Leone d'argento alla Mostra internazionale d'arte cinematografica di Venezia nel 1989, giunse alla notorietà internazionale con Sandakan No. 8 (1974) con Komaki Kurihara, che è anche una critica della società - come seguente, Il capo del nord (Kita no misaki) fra cui il personaggio centrale, una religiosa, è interpretato da Claude Jade.

A Venezia fu premiato nel 1989 per la pellicola storica Morte di un maestro del tè, film con Toshirō Mifune.

Molti suoi film furono interpretati da Toshiro Mifune ed egli fu prescelto nel 2002 per completare l'ultima opera di Akira Kurosawa, Il mare e l'amore.

## Filmografia

### Cinema
- Fukai kawa (1995)